# Benjamin Stora
Pour les articles homonymes, voir Stora.
Benjamin Stora, né le 2 décembre 1950 à Constantine en Algérie,, est un historien français, ancien professeur à l'université Paris-XIII.
Ses recherches portent sur l'histoire de l'Algérie et notamment la guerre d'Algérie,,, et plus largement sur l'histoire du Maghreb contemporain, ainsi que sur l'Empire colonial français et l'immigration en France. Il assure la présidence du conseil d'orientation du musée de l'Histoire de l'immigration d'août 2014 à janvier 2020, et fait partie du conseil d'administration de l'Office français de l'immigration et de l'intégration.
Il a été inspecteur général de l'Éducation nationale de septembre 2013 à juin 2018.

## Biographie

### Famille et études
Fils d'Élie Stora et de Marthe Zaoui,, Benjamin Stora grandit dans une famille juive d'Algérie à Constantine, où il assiste à la guerre d'Algérie. Ses parents s’exilent en juin 1962 en France métropolitaine. Il fait ses études secondaires au lycée Janson-de-Sailly à Paris, puis au lycée Marcel-Roby de Saint-Germain-en-Laye et à l'université Paris-X Nanterre où il milite au sein de l'extrême-gauche trotskiste.

### Carrière universitaire
Benjamin Stora est docteur en histoire en 1978 à l'EHESS puis en sociologie en 1984 et 1986 à Paris VII,.
Jeune assistant universitaire, il donne des cours en prison.
Il devient maître de conférences en 1986 et soutient sa thèse d’État en 1991 à Paris-XII sur l’histoire politique de l'immigration algérienne en France (1922-1962), sous la direction de Charles-Robert Ageron.
Chercheur internationalement reconnu, il a fait appel aux sources orales et audiovisuelles en l'absence d'archives écrites accessibles. Benjamin Stora a publié une quarantaine d'ouvrages et a dirigé plusieurs publications. Parmi ses œuvres les plus notables, figurent ses travaux sur la mémoire de la guerre d'Algérie (La Gangrène et l'Oubli, 1991), sur l'Algérie contemporaine (avec sa biographie de Messali Hadj en 1982) et sur l'immigration algérienne en France (Ils venaient d'Algérie, 1992). Il a codirigé avec Abdelwahab Meddeb une somme encyclopédique sur L’Histoire des juifs et des musulmans (2013), à laquelle ont participé cent vingt chercheurs, traduite chez Princeton University Press sous le titre History of Jewish-Muslim Relations : From the Origins to the Present Day.
Il a également été conseiller historique du film Indochine de Régis Wargnier (qui a reçu l’Oscar du meilleur film étranger en 1993), de Là-bas... mon pays d'Alexandre Arcady en 2000, du Premier homme, de Gianni Amelio (2010), adaptation pour le cinéma du roman éponyme d'Albert Camus, et du film Les Hommes libres d'Ismaël Ferroukhi, présenté au Festival de Cannes en 2011. Il est l'auteur de plusieurs documentaires : Les Années algériennes (France 2, 1991), Algérie, années de cendres (France 3, 1995), L'Indépendance aux deux visages (France 5, 2002) et Conversations avec les hommes de la révolution algérienne (Chaine Histoire, 2003), François Mitterrand et la guerre d'Algérie (France 2, 2010), La Loi de mon pays (France 3, 2011). Le 11 mars 2012, le documentaire Guerre d'Algérie, la déchirure (coréalisé avec Gabriel Le Bomin) est diffusé en première partie de soirée sur France 2. Avec Jean-Michel Meurice, il est l'auteur du documentaire Notre histoire, diffusé le 13 mars 2012 sur Arte.
Après l'élection de Nicolas Sarkozy à la présidence de la République en 2007, Benjamin Stora ne voit pas se renouveler son émission consacrée au Maghreb sur France Culture, ni son cours à Sciences-Po Paris.
Chargé en 2009 d'organiser une exposition sur Albert Camus à Aix en Provence, Benjamin Stora est évincé du projet en juillet 2012. La fille d'Albert Camus, Catherine Camus, qui gère l'œuvre et le fonds de son père, expliqua n'avoir pas reçu dans les délais la liste des documents requis pour l'événement. Un article de L'Express fait état de soupçons (laissés anonymes) selon lesquels la maire UMP d'Aix-en-Provence, Maryse Joissains-Masini, aurait « délibérément évincé Benjamin Stora, dont le point de vue favorable à l'Algérie indépendante aurait déplu aux nostalgiques de l'Algérie française » au profit du philosophe Michel Onfray. Michel Onfray se retire lui-même du projet quelques semaines plus tard.
Benjamin Stora a été le commissaire général des expositions La France en guerre d'Algérie, avec Jean-Pierre Rioux et Laurent Gervereau (hôtel des Invalides, 1992), et Photographier la guerre d'Algérie, avec Laurent Gervereau (hôtel de Sully, 2004). Il a été l'un des conseillers scientifiques de l'exposition « Juifs d'Algérie » au musée d'Art et d'Histoire du judaïsme (septembre 2012 - janvier 2013), et commissaire général, avec Linda Amiri, de l'exposition « Vies d'exils, les Algériens en France, 1954-1962 », à la Cité nationale de l'histoire de l'immigration (octobre 2012 - mai 2013).
En 2012, le projet de Maison de l'histoire de France auquel Benjamin Stora a participé, est abandonné par la ministre de la Culture Aurélie Filippetti.
Nommé au tour extérieur, il est inspecteur général de l'Éducation nationale (groupe histoire et géographie) du 13 septembre 2013 à juin 2018.
Le 22 avril 2014, la ministre des Outre-mers, George Pau-Langevin, le nomme à la tête d'une commission temporaire et d'information et de recherche historique sur les événements de décembre 1959 en Martinique, de décembre 1962 et de mai 1967 en Guadeloupe.
Le 1er août 2014, Benjamin Stora est nommé président du Conseil d'orientation de l’Établissement public du palais de la Porte Dorée qui inclut la Cité nationale de l'histoire de l'immigration, par décret du Premier ministre Manuel Valls.
En février 2016, il est nommé membre du conseil scientifique de la délégation interministérielle à la Lutte contre le racisme et l'antisémitisme (DILCRA), présidé par Dominique Schnapper.
Le président Emmanuel Macron le reçoit le vendredi 24 juillet 2020 et lui confie une mission sur « la mémoire de la colonisation et de la guerre d'Algérie », en vue de favoriser « la réconciliation entre les peuples français et algérien ». Le rapport, remis en janvier 2021, préconise plusieurs initiatives scientifiques et mémorielles,.
Benjamin Stora travaille sur le défi mémoriel de la guerre d’Algérie et le questionnement de la réconciliation entre ces deux pays meurtris par les idéologies, les traditions, les positions identitaires. Selon lui, les chercheurs essuient de nombreuses critiques dans leur pays. Il resterait deux entraves à la réconciliation : les archives non-accessibles et les disparus de la guerre d’Algérie. Pour Stora, le président Macron montre une volonté mémorielle en reconnaissant l’assassinat de Maurice Audin et le recours à la torture pendant la guerre, même s'il rencontre des difficultés d'ordre social et politique. Selon B. Stora, les nombreuses années de colonisation ne sont pas bien connues par les Français alors que l'histoire française est bien connue par les Algériens. Il propose de créer un musée de la France et de l'Algérie, même s'il estime que cela sera difficile.

## Engagements politiques

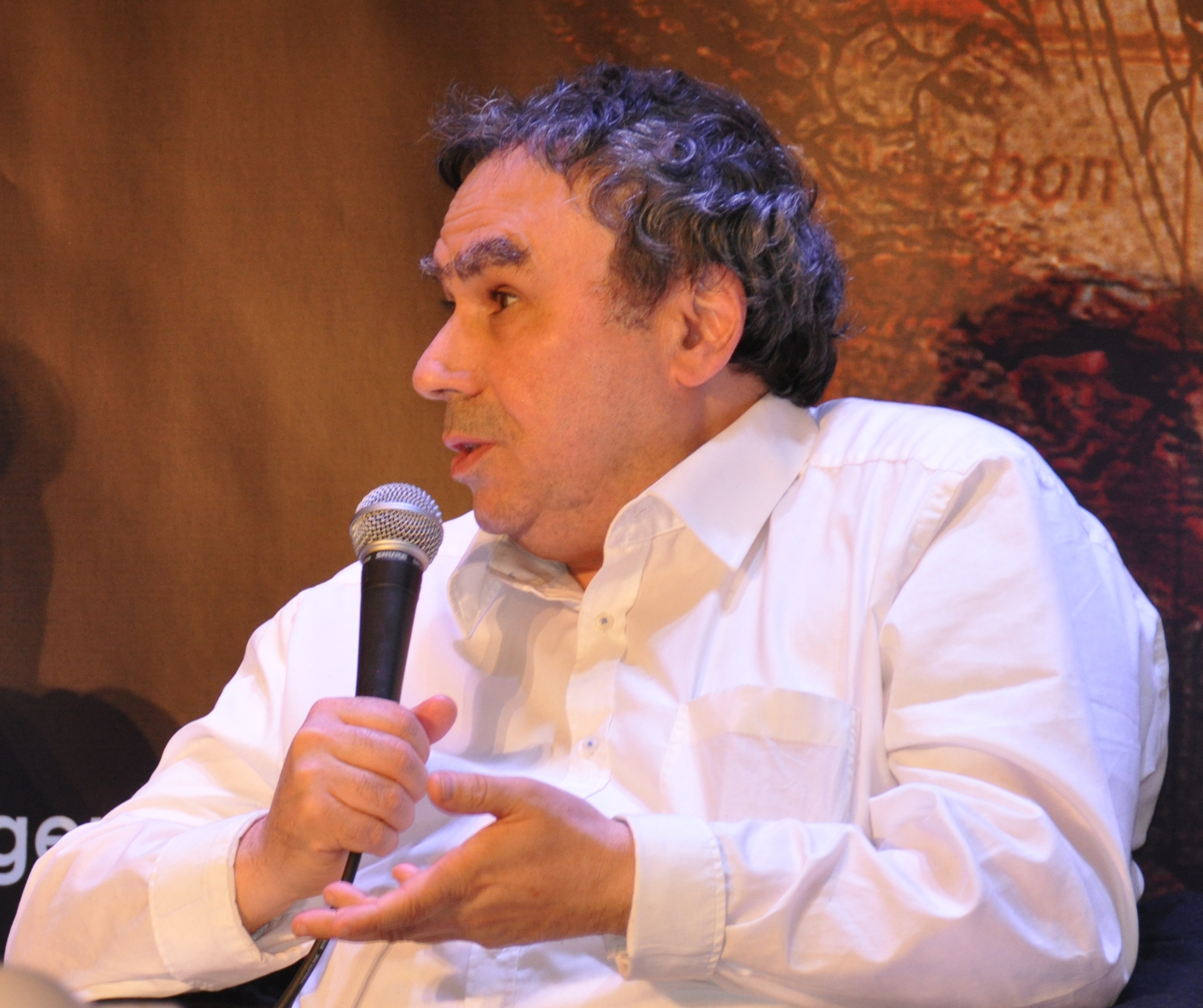
Benjamin Stora (2015).

De 1968 à 1984, Benjamin Stora est membre du groupe trotskiste Alliance des jeunes pour le socialisme, animé par des militants de l'Organisation communiste internationaliste (OCI), dirigée par Pierre Lambert. Benjamin Stora assiste en 1971 à la scission de l'UNEF entre l'UNEF-Renouveau syndical et l'UNEF-Unité syndicale. Il fait partie du comité directeur de l'OCI de 1977 à 1984. Il est permanent de l'OCI de 1976 à 1981.
En 1978, Benjamin Stora consacre une biographie au nationaliste algérien et leader indépendantiste Messali Hadj (fondateur du Mouvement national algérien), qui a été proche des trotskystes français. Benjamin Stora est un des principaux fondateurs du syndicat UNEF-ID, lors du congrès de Nanterre en 1980, qui mobilise des éléments de gauche en dehors du PCF (trotskystes lambertistes, courant auquel il appartient, et socialistes). Il s'agit donc d'une première réunification. L'UNEF s'est totalement réunifiée en 2001. Au début des années 1980, le travail politique était divisé ainsi au sommet de l'OCI pour le secteur jeunesse : « Le binôme nous apparaissait ainsi : à Cambadélis l’UNEF, à Stora l’appareil politique », selon Robi Morder.
Il rencontre alors plusieurs fois le président de la République François Mitterrand : « Il savait que je savais plein de choses [sur son rôle comme ministre lors de la guerre d'Algérie], et, avec le recul, je pense qu’il voulait me faire écrire sur lui et l'Algérie, comme il l’avait fait avec Pierre Péan pour Vichy ».
Avec l'ensemble du secteur jeunesse de l'OCI, Benjamin Stora rejoint le Parti socialiste en 1985 pour le courant « Convergences socialistes », mais quitte officiellement tout engagement politique organisé en 1988, à la suite d’un drame personnel, quand sa fille meurt d'un cancer à l’âge de 12 ans.
Il a apporté son soutien à la candidature présidentielle de Ségolène Royal en 2007. En 2012, Benjamin Stora a soutenu la candidature présidentielle de François Hollande, qu’il lui est arrivé de conseiller avant comme après son élection. Ces liens ont contribué à la reconnaissance en 2012 par la République française du massacre du 17 octobre 1961 perpétré par la police française sur des manifestants algériens répondant à l'appel du FLN en plein cœur de Paris. En 2011, le candidat François Hollande avait participé à une commémoration de la répression sur le pont de Clichy en sa présence.
Il fait partie des 131 personnalités qui appellent dans une tribune au maintien de la candidature de Cédric Villani pour les élections municipales de 2020 à Paris.

## Accueil des travaux de Benjamin Stora

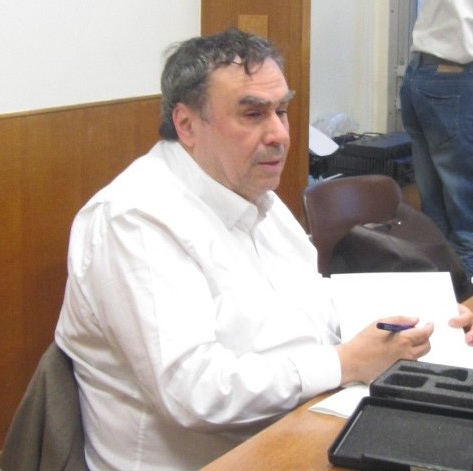
Benjamin Stora (Paris, 2015).

En 1991, la Revue française d'histoire d'outre-mer voit dans son Histoire de l'Algérie coloniale (1830-1954) une synthèse riche et bien informée, permettant de redécouvrir une réalité historique trop oubliée, y compris par les rapatriés eux-mêmes : la revue souligne notamment l'originalité et la qualité de l'approche de Benjamin Stora, consistant à donner la parole à chacune des communautés de l'époque et à étudier des réalités sociales méconnues. En 1992, Politique étrangère, dans une recension de son livre La gangrène et l'oubli : la mémoire de la guerre d'Algérie, fait l'éloge de l'« honnêteté intellectuelle rarissime » avec laquelle Benjamin Stora aborde les questions de la mémoire et de l'oubli du conflit algérien, tant en France qu'en Algérie.
Le documentaire Les Années algériennes, co-réalisé par Benjamin Stora, fait l'objet en 1992 d'une critique sévère dans un article signé par les historiens Mohammed Harbi, Gilbert Meynier, Madeleine Rebérioux, Annie Rey-Goldzeiguer et Pierre Vidal-Naquet, qui lui reprochent de minimiser les fautes de la colonisation et de renvoyer dos à dos les belligérants de la guerre d'Algérie. Pour Guy Pervillé, cette critique contre Stora de la part de son propre camp, la gauche anticolonialiste, qui lui fait grief « au mieux d’avoir confondu la mémoire et l’histoire, au pis d’avoir fait un film colonialiste (sans pour autant satisfaire les partisans intransigeants de l’Algérie française, qui lui faisaient le reproche inverse) » repose sur une méprise, dans un contexte passionnel où des historiens se trouvaient, autour du sujet de la guerre d'Algérie, « de plus en plus souvent entraînés dans des polémiques lancées par des militants de la mémoire ou même par d’autres historiens »,.
Dans un article paru dans Vingtième siècle, l'historien Daniel Rivet écrit : « l'auteur... ne parait pas connaître d'aussi près l'Algérie du XIXe siècle, Fallait-il invoquer un article de Jacques Péroncel-Hugoz dans Le Monde pour caler un développement sur le "royaume arabe" de Napoléon III et non la belle et consistante étude d'Annie Rey-Goldzeiguer ? Ignorer ceux qui d'Eugène Fromentin à Emile Masqueray et Jacques Berque, comprirent l'Algérie du dedans, c'est aussi d'emblée se priver d'une irremplaçable lignée de médiateurs pour progresser dans l'obscurité vertigineuse de l'Algérie algérienne ».
Dans la revue les Annales, en 1996 à propos de son livre Ils venaient d'Algérie, l'immigration algérienne en France, l'historien Gérard Noiriel écrit : « alors que l'auteur consacre 120 pages à la période 1922-1954 et plus de 270 pages à celle correspondant à la guerre d'Algérie, le problème de l'intégration des immigrés algériens après l'indépendance de leur pays d'origine est traité en vingt pages, qui privilégient là-aussi la dimension politique (montée de l'extrême-droite en France, "marche des beurs", apparition de nouvelles associations comme France plus et SOS Racisme. L'analyse sociologique de l'intégration de la deuxième génération est totalement absente du livre... Il aurait été préférable d'éviter des titres du genre : "une minorité ethnique se forme" (chap 12) car on ne peut pas aborder sérieusement la question de l'ethnicité sans mettre en œuvre les concepts et les méthodes de l'histoire sociale. »
D'après des sources journalistiques, Benjamin Stora, dont les travaux sont diffusés auprès d'un large public, est considéré comme l'un des principaux historiens de la guerre d'Algérie. Mohammed Aissaoui dans Le Figaro, commentant son ouvrage de vulgarisation La Guerre d'Algérie expliquée à tous, souligne sa capacité à « expliquer clairement une période très complexe » et à aborder un sujet difficile. L'Express le présente en 2012 comme « sans doute le meilleur spécialiste de l'histoire de l'Algérie ».
Son Histoire des relations entre juifs et musulmans, codirigée avec Abdelwahab Meddeb, est par ailleurs saluée en 2013 par Catherine Simon dans Le Monde comme une somme encyclopédique d'une exceptionnelle qualité. Dans Marianne du 12 octobre 2013, la journaliste spécialiste de l'islamisme Martine Gozlan estime que « cette encyclopédie devrait figurer dans toutes les bibliothèques diplomatiques ». Elle écrit notamment : « C’est l’immense mérite de l’ouvrage de montrer les côtés obscurs autant que lumineux » de cette histoire commune. « Non, il n’y eut pas, sur le long terme, de coexistence idyllique. Pas d’âge d’or et de tolérance dévasté par le sionisme : cela, c’est la propagande antisioniste et antisémite qui le prétend, les deux s’étant depuis longtemps rejointes. Mais il n’y eut pas, non plus, d’enfer au long cours, de constantes ténèbres, comme le ressasse la propagande adverse. » Cependant, dans Pardes, une revue sous la direction du professeur Shmuel Trigano, des chercheurs, notamment Bat Ye'or, critiquent l'ouvrage et y ont découvert un certain nombre d'imprécisions historiques assez graves à leurs yeux. Le Centre Simon-Wiesenthal demande dans une lettre au ministre de la Culture et au Centre national du livre (CNL) de faire rectifier les multiples erreurs et omissions dans ce livre concernant l'histoire des Juifs.
En 2015, son livre autobiographique Les Clés retrouvées. Une enfance juive à Constantine, dans lequel il revient sur ses racines, a fait l'objet de recensions journalistiques élogieuses, qui soulignent la sensibilité dont il fait preuve dans cet ouvrage,,,.
Sa bande dessinée, avec Sébastien Vassant, Histoire dessinée de la guerre d'Algérie a obtenu en mars 2017 le prix de la bande dessinée politique-France Culture attribué par un jury d'étudiants,.
En 2019, il est pris pour cible par Bruno Larebière dans l'article d'un hors-série de Valeurs actuelles, intitulé « Benjamin Stora : l'historien officiel » ; en réaction, une pétition pour le soutenir contre cette diatribe jugée « antisémite » est signée par environ 400 intellectuels.
En 2025, il a également été attaqué par le média marocain réputé proche du palais royal, Le360, pour ses déclarations sur l'histoire de l'Algérie.

## Publications

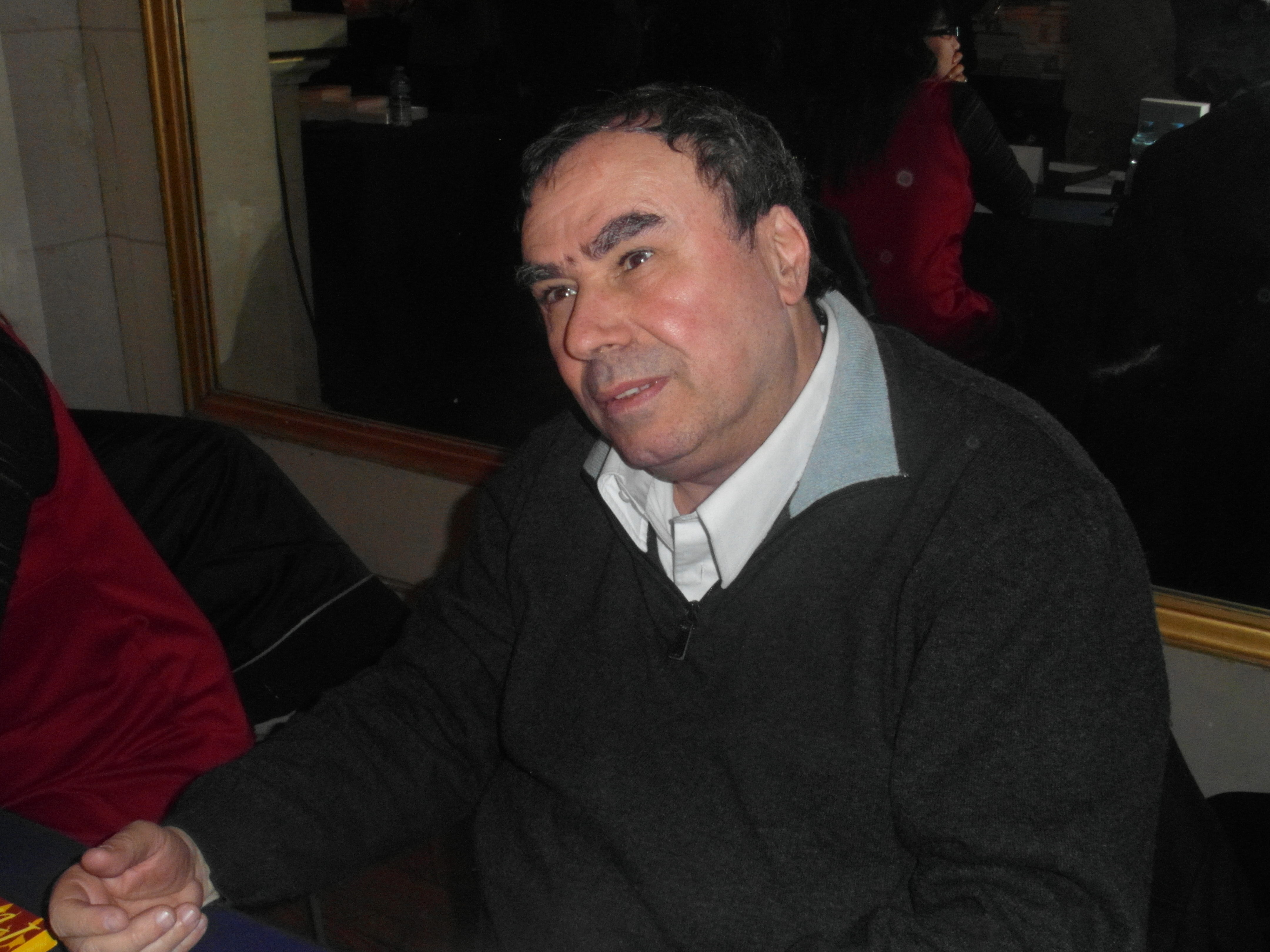
Benjamin Stora au 19e Maghreb des livres (Paris, le 16 février 2013).

### Ouvrages
- Messali Hadj : pionnier du nationalisme algérien, Paris, Le Sycomore, 1982 (rééd. Paris, Éditions L'Harmattan, 1986 ; Hachette, 2004).
- Dictionnaire biographique de militants nationalistes algériens, 1926-1954, Paris, Éditions L'Harmattan, 1985, 404 p.
- Nationalistes algériens et révolutionnaires français au temps du Front populaire, Paris, Éditions L'Harmattan, 1987, 140 p.
- Les Sources du nationalisme algérien : parcours idéologiques, origine des acteurs, Paris, Éditions L'Harmattan, 1989, 195 p.
- La Gangrène et l'Oubli : la mémoire de la guerre d'Algérie, Paris, La Découverte, 1991, Poche 2005.
- Histoire de l'Algérie coloniale (1830-1954), Paris, La Découverte, 2004 (1re éd. 1991), 126 p.
- Ils venaient d'Algérie : l'immigration algérienne en France (1912-1992), Paris, Fayard, 1992[61], 492 p.
- Aide-mémoire de l'immigration algérienne : chronologie (1922-1962). Bibliographie, Paris, C.I.E.M.I., 1992, 136 p.
- Histoire de la guerre d'Algérie (1954-1962), Paris, La Découverte, 1992[62]
- Histoire de l'Algérie depuis l'indépendance, t. 1 : 1962-1988, Paris, La Découverte, 1994, 120 p.
- L'Algérie en 1995. La guerre, l'histoire, la politique, Paris, Éditions Michalon, 1995[63].
- Dictionnaire des livres de la guerre d’Algérie, Paris, L’Harmattan, 1996.
- Imaginaires de guerre, Algérie-Viêt Nam en France et aux États-Unis, Paris, La Découverte, 1997.
- Appelés en guerre d'Algérie, Paris, Gallimard, coll. « Découvertes », 1997.
- Algérie, formation d'une nation, suivi de Impressions dans l'est algérien, Paris, Atlantica, 1998.
- Le Transfert d'une mémoire : de l'« Algérie française » au racisme anti-arabe, Paris, La Découverte, 1999.
- La Guerre invisible. Algérie années 90, Paris, Presses de Sciences Po., 2000.
- Algérie-Maroc, histoires parallèles, destins croisés, Paris, Maisonneuve et Larose, 2001.
- La Dernière Génération d'octobre, Paris, Éditions Stock, 2003.
- Les Mots de la guerre d’Algérie, Toulouse, Presses universitaires du Mirail, 2005[64].
- Le Livre, mémoire de l’histoire, Paris, Le Préau des collines, 2005.
- Les Trois Exils, Juifs d'Algérie, Paris, Stock, 2006.
- La Guerre des mémoires : la France face à son passé colonial (entretiens avec T. Leclère), Paris, Editions de l’Aube, 2007
- Les Guerres sans fin, un historien entre la France et l'Algérie, Paris, Stock, 2008.
- Les Immigrés algériens en France : une histoire politique, 1912-1962, Paris, Hachette Littératures, 2009.
- Le Mystère De Gaulle : son choix pour l'Algérie, Paris, Robert Laffont, 2009.
- Le Nationalisme algérien avant 1954, Paris, CNRS Éditions, 2010.
- Histoire de l'Algérie : XIXe et XXe siècles, Paris, La Découverte, 2012.
- La Guerre d'Algérie expliquée à tous, Paris, Seuil, 2012.
- De Gaulle et la guerre d'Algérie, Paris, Fayard, coll. « Pluriel », 2012
- Voyages en postcolonies, Paris, Stock, 2012
- La guerre d'Algérie expliquée en images, Paris, Seuil 2014.
- Les Clés retrouvées. Une enfance juive à Constantine, Paris, Stock, 2015.
- C'était hier en Algérie. Les Juifs d'Algérie, de l'Orient à la République, Paris, Larousse, 2016.
- Juifs, musulmans : la grande séparation, Paris, L'Esprit du temps, coll. « Quoi de neuf », 2017.
- 68, et après. Les Héritages égarés, Paris, Stock, 2018.
- Retours d'histoire. L'Algérie après Bouteflika, Paris, Bayard, 2019[65].
- Une mémoire algérienne, Paris, Robert Laffont, 2020.
- France-Algérie, les passions douloureuses, Paris, Albin Michel, 2021[66].
- Mémoires coloniales , avec Pierre Nora et Alexis Lacroix, Bayard, 2021.
- L'arrivée. De Constantine à Paris. 1962-1972, Paris, Ed Taillandier, 2023.
- Le film d'une vie. Entretiens avec Marc Ferro, Paris, Ed EHESS, 2023.
- L'Algérie en guerre. Un historien dans le torrent des images. Paris, Ed L'Archipel, 2024.

### Ouvrages collectifs
- Benjamin Stora et Zakia Daoud, Ferhat Abbas, Une utopie algérienne, Denoël, 1994
- Benjamin Stora, Guy Hennebelle et Mouny Berrah, La guerre d’Algérie à l’écran, Ed Corlet, 1998, 240 p. (ISBN 978-2-85480-909-1)
- Benjamin Stora et Akram Ellyas, Les 100 portes du Maghreb, Éditions de l’Atelier, 1999, 302 p. (ISBN 978-2-7082-3434-5)
- Benjamin Stora et François Malye, François Mitterrand et la guerre d'Algérie, Paris, Calmann Levy, 2010, 312 p. (ISBN 978-2-7021-4080-2)
- Benjamin Stora et Tramor Quemeneur, Algérie 1954-1962 : lettres, carnets et récits des Français et des Algériens dans la guerre, Paris, Les Arènes, 2010, 300 p. (ISBN 978-2-35204-124-5)
- Benjamin Stora et Renaud de Rochebrune, La guerre d'Algérie vue par les Algériens, t. 1 : Des origines à la bataille d'Alger, Paris, Denoël, 2011, 448 p. (ISBN 978-2-207-25334-2)
- Benjamin Stora et Renaud de Rochebrune, La guerre d'Algérie vue par les Algériens, t. 2 : De la bataille d'Alger à l'indépendance, Paris, Denoël, 2017, 448 p. (ISBN 978-2-207-11192-5)
- Benjamin Stora et Edwy Plenel, Le 89 arabe, réflexions sur les révolutions en cours, Paris, Stock, 2011, 180 p. (ISBN 978-2-234-07112-4)
- Benjamin Stora et Christian Boyer, Bibliographie de l'Algérie indépendante, 1962-2010, Paris, Éd. du CNRS, 2011, 294 p. (ISBN 978-2-271-06937-5)
- Benjamin Stora et Jean-Baptiste Péretié, Camus brûlant, Paris, Stock, 2013, 128 p. (ISBN 978-2-234-07482-8)
- Benjamin Stora et Alexis Jenni, Les Mémoires dangereuses : Suivi d'une nouvelle édition du Transfert d'une mémoire, Paris, Albin Michel, 2016, 238 p. (ISBN 978-2-226-32025-4)
- Benjamin Stora et Sébastien Vassant, Histoire dessinée de la guerre d'Algérie, Paris, Le Seuil, 2016, 192 p. (ISBN 978-2-02-128295-5)
- Benjamin Stora et Nicolas Lescanff, Histoire dessinée des Juifs d'Algérie, Paris, Ed La Découverte, 2021.
- Benjamin stora et Nicolas Lescanff, Les Algériens en France. Une histoire de générations. Paris, Ed La Découverte, 2024
- Benjamin Stora et Pascal Blanchard, Doit-on s'excuser de la colonisation ?, Paris, Desclée de Brouwer, 2025, 168 p. (ISBN 978-2-220-09897-5)

### Direction d’ouvrages
- Benjamin Stora et Mohammed Harbi, La Guerre d'Algérie, 1954-2004 : la fin de l'amnésie, Paris, Robert Laffont, 2004.
- Benjamin Stora et Émile Temime, Immigrances : l'immigration en France au XXe siècle, Paris, Hachettes Littératures, 2007.
- Benjamin Stora, et Linda Amiri, Algériens en France. 1954-1962 : la guerre, l’exil, la vie. Catalogue de l’exposition, Paris, Autrement/CNHI, 224 p.
- Benjamin Stora et Abdelwahab Meddeb, Histoire des relations entre juifs et musulmans des origines à nos jours, Albin Michel, 2013, 1152 p. (ISBN 978-2226248510)
- Benjamin Stora, (direction), Juifs d'Orient. Une histoire plurimillénaire, Paris, Ed Gallimard, Institut du monde arabe, 2021.
- Benjamin Stora (direction, avec Karima Dirèche et Mathias Dreyfus), Juifs et Musulmans de l'Empire colonial français à nos jours, Paris, Ed du Seuil et Musée national de l'histoire de l'immigration, 2022.

## Filmographie
- 1990 : Les Années algériennes (série documentaire ; écriture et co-réalisation avec Bernard Favre et Philippe Alfonsi)
- 1991 : Indochine de Régis Wargnier (film de fiction ; conseiller historique)
- 2000 : Là-bas... mon pays d'Alexandre Arcady (film de fiction ; co-scénariste)
- 2002 : L'indépendance aux deux visages, réalisé par Jean-Michel Meurice (documentaire ; écriture)
- 2010 : François Mitterrand et la guerre d'Algérie, réalisé par Frédéric Brunnquell (documentaire ; écriture)
- 2011 : Les Hommes libres de Ismaël Ferroukhi (film de fiction ; conseiller historique)
- 2011 : Le Premier homme de Gianni Amelio (film de fiction ; conseiller historique)
- 2012 : Guerre d'Algérie, la déchirure (série documentaire ; écriture et co-réalisation avec Gabriel Le Bomin)
- 2012 : Ce que le jour doit à la nuit d'Alexandre Arcady (film de fiction ; conseiller historique)
- 2012 : Algérie, notre histoire, réalisé par Jean-Michel Meurice (documentaire ; écriture)
- 2014 : 1954, la fin d'un monde, réalisé par Ben Salama (documentaire ; écriture)
- 2015 : Émilie Busquant, une passion algérienne de Rabah Zanoun (documentaire ; conseiller historique)
- 2022 : C'était la guerre d'Algérie, documentaire, co-auteur avec Georges-Marc Benamou (diffusion A2 (2022), puis LCP (2023))

## Distinctions

### Décorations
- Chevalier de la Légion d'honneur par décret du 13 juillet 2009[67],[68].
- Officier de l'ordre national du Mérite Il est directement promu au grade d'officier par décret du 15 mai 2015 pour récompenser ses 31 ans de services[69].
- Officier de l'ordre des Arts et des Lettres Par arrêté du 15 décembre 2011 pour la promotion de janvier 2012[70].

### Prix
- Grand Prix des lectrices de Elle (France, 2011)[71] ;
- Prix du patrimoine séfarade décerné par l’Institut Européen du monde Séfarades (Espagne, 2022)[72].
- Prix Ibn Khaldoun pour la promotion des études et des recherches en sciences humaines et sociales (Tunisie, 2023)[73].

### Autres distinctions
- Membre du jury du Prix du livre d'Histoire décerné par le Sénat[74].
- Benjamin Stora a fait son entrée dans le dictionnaire Larousse (édition 2014), comme historien[75].